# Les Abymes
Les Abymes je nejlidnatější obec nacházející se ve francouzském zámořském departementu a zároveň zámořském regionu Guadeloupe v Malých Antilách. Obec leží na ostrově Grande-Terre. Je známá především pěstováním a zpracováním cukrové třtiny.
Les Abymes má rozlohu 81,25 km² a v roce 2009 zde žilo 58 836 obyvatel. Od přelomu tisíciletí počet obyvatel mírně poklesl.